# Lauren Irwin
Lauren Irwin (* 20. August 1998 in Sunderland) ist eine britische Ruderin. 2024 gewann sie die olympische Bronzemedaille im Achter.

## Sportliche Karriere
Lauren Irwin wurde 2016 Neunte im Zweier ohne Steuerfrau bei den Junioren-Weltmeisterschaften. 2017 bei den U23-Weltmeisterschaften erreichte sie das A-Finale und wurde Sechste mit dem Vierer ohne Steuerfrau. 2018 in Posen belegte sie mit dem Achter den vierten Platz. Bei den U23-Weltmeisterschaften 2019 in Sarasota siegte sie im Vierer ohne Steuerfrau.
2022 bei den Europameisterschaften in München gewann Irwin mit dem britischen Achter die Silbermedaille mit 1,64 Sekunden Rückstand auf die Rumäninnen und über siebeneinhalb Sekunden Vorsprung auf die drittplatzierten Niederländerinnen. Ein Jahr später bei den Europameisterschaften 2023 in Bled hatte der rumänische Achter sechseinhalb Sekunden Vorsprung vor den Britinnen, die ihrerseits fünf Sekunden vor den drittplatzierten Italienerinnen die Ziellinie überquerten. Auch drei Monate später bei den Weltmeisterschaften in Belgrad siegten die Rumäninnen. Hinter den Booten aus den Vereinigten Staaten und aus Australien wurden die Britinnen Vierte.
2024 bei den Europameisterschaften in Szeged belegte der britische Achter mit Heidi Long, Rowan McKellar, Holly Dunford, Eve Stewart, Lauren Irwin, Emily Ford, Harriet Taylor, Annie Campbell-Orde und Steuermann Henry Fieldman den zweiten Platz mit drei Sekunden Rückstand auf die Rumäninnen. Bei den Olympischen Spielen in Paris siegten ebenfalls die Rumäninnen, hinter den Kanadierinnen gewann der britische Achter in der gleichen Besetzung wie bei den Europameisterschaften die Bronzemedaille.
Lauren Irwin begann im Alter von 13 Jahren mit dem Rudersport. Von 2016 bis 2019 studierte und ruderte sie an der Durham University. Sie rudert für den Leander Club.